# Рок-Фоллс (Айова)
Рок-Фоллс (англ. Rock Falls) — місто (англ. city) в США, в окрузі Серро-Гордо штату Айова. Населення — 150 осіб (2020).

## Географія
Рок-Фоллс розташований за координатами 43°12′25″ пн. ш. 93°5′14″ зх. д. / 43.20694° пн. ш. 93.08722° зх. д. (43.206988, -93.087155).  За даними Бюро перепису населення США в 2010 році місто мало площу 0,55 км², уся площа — суходіл.

## Демографія
Згідно з переписом 2010 року, у місті мешкало 155 осіб у 68 домогосподарствах у складі 50 родин. Густота населення становила 283 особи/км².  Було 74 помешкання (135/км²).
Расовий склад населення:
| - 98,7 % — білих - 0,6 % — азіатів |

До двох чи більше рас належало 0,6 %. Частка іспаномовних становила 0,0 % від усіх жителів.
За віковим діапазоном населення розподілялося таким чином: 14,8 % — особи молодші 18 років, 58,1 % — особи у віці 18—64 років, 27,1 % — особи у віці 65 років та старші. Медіана віку мешканця становила 49,5 року. На 100 осіб жіночої статі у місті припадало 103,9 чоловіків;  на 100 жінок у віці від 18 років та старших — 100,0 чоловіків також старших 18 років.
Середній дохід на одне домашнє господарство  становив 51 931 долар США (медіана — 44 107), а середній дохід на одну сім'ю — 59 822 долари (медіана — 52 813). Медіана доходів становила 43 125 доларів для чоловіків та 31 250 доларів для жінок. За межею бідності перебувало 8,9 % осіб, у тому числі 14,6 % дітей у віці до 18 років та 4,9 % осіб у віці 65 років та старших.
Цивільне працевлаштоване населення становило 79 осіб. Основні галузі зайнятості: освіта, охорона здоров'я та соціальна допомога — 21,5 %, виробництво — 11,4 %, транспорт — 10,1 %, роздрібна торгівля — 10,1 %.